# لوئیسا کراوس
لوئیسا نوئل کراوس (به انگلیسی: Louisa Krause) بازیگر فیلم، تئاتر و تلویزیون آمریکایی و فارغ‌التحصیل دانشگاه هنرهای نمایشی درام کارنگی ملون است.

## زندگی
کراوس در ۲۰ مه ۱۹۸۶ در فالز چرچ، ویرجینیا به دنیا آمد. پدر او از نژاد نیمه ژاپنی است. (از اوکیناوا، ژاپن) و مادرش آمریکایی است. او یک برادر کوچکتر به نام ناتانیل دارد که کارگردان است. او علاقه خود را به هنر را از سنین جوانی آغاز کرد و هنگامی که وارد دبیرستان شد، شروع به اجرا در انواع نمایش‌ها و تئاترهای موزیکال از جمله ساید شو به عنوان وایولت هیلتون، کولی به عنوان ماما رز و اکوئوس به عنوان دورا استرانگ شرکت کرد. پس از دبیرستان، او در دانشکده درام کارنگی ملون ثبت نام کرد و کمی بعد، احساس کرد که برای شروع حرفه ای خود به عنوان بازیگر آماده است.

## فیلم‌ها
- مارتا مارسی می مارلین در نقش زویی
- بازگشت در نقش شانون
- دارایی‌های آوا در نقش آوا
- بزرگسال جوان در نقش دختر میز جلویی
- جین یک دوست پسر می‌خواهد در نقش جین
- پوست (۲۰۱۸) در نقش آپریل
- متروکه در نقش جولیا استراک
- قانون جنگل در نقش زویی
- زن جلو می‌رود در نقش لورتا
- آب‌های تیره در نقش کارلا
- میلیاردها در نقش لو (۷ قسمت)
- ری داناوان در نقش لیبرتی (نقش دوره ای در فصل ۷)
- پدیده در نقش کندیس کسیدی
- سوپر در نقش بورلی
- اینجا امروز